# Аеродром Јирол
Аеродром Јирол (: ) је ваздухопловно пристаниште код града Јирол у вилајету Ел Бухајрат у Јужном Судану. Смештен је на 434 метра надморске висине и има полетно-слетну стазу дужине 1.097 метара.